# Скобелево (Пловдивская область)
Скобелево (болг. Скобелево) — село в Болгарии. Находится в Пловдивской области, входит в общину Родопи. Население составляет 93 человека.

## Политическая ситуация
Кмет (мэр) общины Родопи — Йордан Георгиев Шишков (Болгарская социалистическая партия (БСП)) по результатам выборов в правление общины.